# Sønderskov Overdrev
Sønderskov Overdrev er et 29 hektar stort overdrev ved nordbredden af Susåen, nord for Holmegårds Mose og ca. 6 km vest for Haslev i Næstved Kommune. Overdrevet, der er hjemsted for adskillige fugle- og plantearter, blev fredet i 1989 for at genskabe og opretholde området som græsningsoverdrev, da det var begyndt at vokse til på grund af manglende græsning.  Sønderskov Overdrev er en del af Natura 2000-område nr. 163 Suså, Tystrup-Bavelse Sø, Slagmosen, Holmegårds Mose og Porsmose, og er både habitatområde og fuglebeskyttelsesområde

## Landskabet
Sønderskov Overdrev er et overvejende tørt og kalkrigt græsningsområde, men i perioder kan der dog være ret fugtigt. Et enkelt sted findes en lille dam. Spredt rundt om overdrevet står buske og krat af især tjørn og slåen. Overdrevet afgrænses mod nordvest, vest og syd af Susåen, mod nord af en nåletræsplantage og mod øst af et mindre løvskovsområde.

## Plantelivet
Sønderskov Overdrev er en usædvanlig artsrig lokalitet med en mosaik af tørbundsvegetation, fugtige moseprægede områder og kulturpåvirkede områder. Tyndakset gøgeurt forekom tidligere i stort tal, og den havde her sin største bestand i det nu nedlagte Storstrøms Amt. I udkanten af området er fundet ganske få individer af engblomme , og på lokaliteten vokser en af vores sjældneste planter, nemlig den rødlistede rank viol. Man kan også være heldig at finde lav skorsoner, som er en art knyttet til heder og ugødede overdrev og derfor ualmindelig på Sjælland. Andre arter i det fredede område er hulkravet kodriver, krybende læbeløs, engnellikerod, almindelig mjødurt, lav tidsel, trenervet snerre, kornet stenbræk, hundeviol, engkabbeleje, slåen og desværre også kæmpebjørneklo.

## Dyrelivet
Der findes et rigt fugleliv på Sønderskov Overdrev. Det gælder især en række småfugle, som er knyttet til skov, krat og delvis åbne flader. Blandet andet kan nævnes tornsangeren, som trives godt på overdrevet, der desuden er et godt terræn for nattergal. Hvis man er heldig, er det også muligt at se rødrygget tornskade.